# Panj Zowj
Panj Zowj (persiska: پنج زوج) är en ort i Iran.   Den ligger i provinsen Lorestan, i den centrala delen av landet, 290 km sydväst om huvudstaden Teheran. Panj Zowj ligger 2 102 meter över havet och antalet invånare är 163.
Terrängen runt Panj Zowj är kuperad åt nordväst, men åt sydost är den platt. Terrängen runt Panj Zowj sluttar söderut.Runt Panj Zowj är det ganska glesbefolkat, med 48 invånare per kvadratkilometer. Närmaste större samhälle är Sar Sakhtī-ye ‘Olyā, 14,8 km norr om Panj Zowj. Trakten runt Panj Zowj består i huvudsak av gräsmarker.